# Szergej Olegovics Prokofjev
Szergej Olegovics Prokofjev (oroszul: Сергей Олегович Прокофьев) (Moszkva, 1954. január 16. – Dornach, 2014. július 26.) orosz író, antropozófus.

## Élete
Apja Oleg Szergejevics Prokofjev (1928–1998) festő, szobrász, költő volt, anyja Szofja Leonyidovna Fejnberg (* 1928) író, dramaturg. Művelt családban nőtt fel – nagyapja Szergej Prokofjev zeneszerző, szülei művészek –, festészetet és művészettörténetet tanult a moszkvai művészeti főiskolán.
Már fiatal diák korában komolyan érdeklődött a keleti kultúrák és filozófiák iránt. 14 éves korában, egy Krím-félszigeti nyaralás alkalmával, a család ismerősének, Makszimilian Volosinnak a házában hatalmas könyvtárra lelt, ahol először találkozott Rudolf Steiner műveivel, amelyek életre szóló hatást gyakoroltak rá.
Az egykori Szovjetunióban igen jelentős „földalatti” antropozófus mozgalomra lelt, tagjaival együttműködve egyre jobban elmélyült a szellemtudományban. Előbb Leningrádban, majd Moszkvában ismerte meg az akkor még tiltott antropozófiát. Rudolf Steiner misztériumdrámáiban két szerepet is vállalt.
1981 decemberében utazhatott először Nyugat-Európába egy csak Nagy Britanniába érvényes vízummal – apja ekkor már ott élt – ő viszont leszállt a zürichi repülőtéren, és Dornach felé vette útját, a Goetheanumba, az antropozófia központjába, ahol nem sokkal később már fiatal kora ellenére figyelemre méltó előadásokat tartott. Haláláig Svájcban élt, jelentős antropozófiai tevékenységet folytatott. Könyveit az antropozófia alapvető műveiként tartják számon.
1990-ben egyik újjáalapítója volt az Orosz Antropozófiai Társaságnak. 2001-től kezdve az Általános Antropozófiai Társaság vezetőségének tagja volt. Többször tartott Budapesten is előadásokat.
Felesége Astrid Prokofieff-Seufert, Waldorf-tanár volt.

## Főbb művei
- Rudolf Steiner und die Grundlegung der neuen Mysterien (1982)
  - Рудольф Штайнер и краеугольные мистерии нашего времени (1992)
- Der Jahreskreislauf als Einweihungsweg zum Erleben der Christus- Wesenheit (1986)
- Die zwölf heiligen Nächte und die geistigen Hierarchien (1986); A tizenkét Szent Éjszaka és a Szellemi Hierarchiák[1]
- Die geistigen Quellen Osteuropas und die künftigen Mysterien des Heiligen Gral (1989);
  - Духовные судьбы России и грядущие мистерии Святого Грааля (1995)
- Die okkulte Bedeutung des Verzeihens (1991); A megbocsátás okkult jelentősége[2][3]
- Der Osten im Lichte des Westens I. Die Lehre von Agni Yoga aus der Sicht der christlichen Esoterik (1992)
- Das Rätsel des Demetrius (1992)
  - Тайна царевича Дмитрия (2001)
- Die prophetische Byline (1992)
- Die geistigen Aufgaben Mitteleuropas und Osteuropas (1993)
- Der Jahreskreislauf und die sieben Künste (1994)
- Die Karmaforschung Rudolf Steiners und die Aufgaben der Anthroposophischen Gesellschaft (1994)
- Der Fall Tomberg. Anthroposophie oder Jesuitismus (1995)
  - Нынешние последователи Томберга и их планы (1998)
- Die himmlische Sophia und das Wesen Anthroposophie (1995); Az égi Szófia és az Antropozófia lény (Genius, 2004)
- Die Mysterien der Hirten und der Könige im Lichte der Anthroposophie (1998)
- Die Anthroposophische Gesellschaft und das Wesen Anthroposophia (1999)
- Die Begegnung mit dem Bösen und seine Überwindung in der Geisteswissenschaft – Der Grundstein des Guten (1999)
- Der Bolschewismus als Initiationsprinzip des Bösen (1999); A bolsevizmus mint a gonosz beavatási princípiuma[4]
  - Встреча со злом и его преодоление в духовной науке. Камень основы добра (2003)
- Ewige Individualität. Zur karmischen Novalis (1999)
  - Вечная индивидуальность. Очерк кармической биографии Новалиса (2000)
- Der Osten im Lichte des Westens II. Die Lehre von Alice Bailey aus der Sicht der christlichen Esoterik (2001)
- Der Osten im Lichte des Westens III. Die Geburt der christlichen Esoterik im 20. Jahrhundert und die ihr widerstrebenden okkulten Mächte (2002)
- Die Grundsteinmeditation als Schulungsweg (2002)
- Menschen mögen es hören (2002)
- Novalis und Goethe (2002)
- Die Grundsteinmediation. Ein Schüssel zu den neuen Christlichen Mysterien (2003)
- Das Geheimnis der zwei Johannes-Gestalten an der Zeitwende (2004)
- Die Beziehung des späteren Tomberg zu Rudolf Steiner und zur Anthroposophie (2004)
- General von Magenschmerz und andere (2004)
- Zusammengepresst. Wesenszüge von Internet und HHD (2004)
- Was ist Anthroposophie? (2005)
- Anthroposophie und „Die Philosophie der Freiheit” (2006)
- Von der Beziehung zu Rudolf Steiner (2006)
- Der Hüter der Schwelle und die «Philosophie der Freiheit» (2007)
- Friedrich Schiller und die Zukunft der Freiheit (2007)
- Maximilian Woloschin (2007)
- Die esoterische Bedeutung gemeinsamer geisteswissenschaftlicher Arbeit (2008)
- Das Mysterium der Auferstehung im Lichte der Anthroposophie. Freies Geistesleben, Stuttgart 2008
- Vorträge zur anthroposophischen Christologie (szerzőtárs:Peter Selg), Verlag des Ita Wegman Instituts, Arlesheim, 2009–2011
  - 1. kötet: Die Wiederkunft des Christus im Ätherischen. Zum Fünften Evangelium. 2009
  - 2. kötet: Das erste Goetheanum und seine christologischen Grundlagen, 2009
  - 3. kötet: Die Christologie des Buches „Die Geheimwissenschaft im Umriss“, 2010
  - 4. kötet: Die Weihnachtstagung und die Begründung der Neuen Mysterien, 2011
- Warum wird man Mitglied der Freien Hochschule für Geisteswissenschaft? (2010); A Michael iskola és a Michael kultusz (Magyarországi Camphill Egyesület, 2010)
- Das Erscheinen des Christus im Ätherischen. Geisteswissenschaftliche Aspekte der ätherischen Wiederkunft. Verlag am Goetheanum, Dornach 2010
- Das Leben schützen. Ärztliche Ethik und Suizidhilfe (szerzőtárs:Peter Selg). Verlag am Goetheanum, Dornach 2010
- Der Einweihungsweg Rudolf Steiners und das Geheimnis des Ich. Ein Beitrag zum Bologna-Vortrag Rudolf Steiners. Verlag am Goetheanum, Dornach, 2011
- Warum wird man Mitglied der Anthroposophischen Gesellschaft? Verlag am Goetheanum, Dornach, 2011
- Die Skulpturgruppe Rudolf Steiners. Eine Offenbarung des geistigen Zieles der Menschheit und der Erde. Verlag am Goetheanum, Dornach, 2011
- Das Rätsel des menschlichen Ich. Eine anthroposophische Betrachtung. Verlag am Goetheanum, Dornach 2011; Az emberi én titka (fordította:Göröntsér Márton)
- Wie stehen wir heute vor Rudolf Steiner? Verlag des Ita Wegman Instituts, Arlesheim, 2012
- Und die Erde wird zur Sonne. Zum Mysterium Auferstehung. Verlag des Ita Wegman Instituts, Arlesheim, 2012
- Die Esoterik der Anthroposophischen Gesellschaft. Verlag am Goetheanum, Dornach, 2012
- „Zeitreisen“ – ein Gegenbild anthroposophischer Geistesforschung. Verlag am Goetheanum, Dornach, 2013
- Das Michael-Mysterium. Verlag des Ita Wegman Instituts, Arlesheim, 2014
- Die Begegnung mit dem Bösen und seine Überwindung in der Geisteswissenschaft. És: Der Grundstein des Guten, orosz nyelvről fordította: Ursula Preuss, 4. Auflage. Verlag am Goetheanum, Dornach, 2015 ISBN 978-3-7235-1541-9
- Goethes "Faust" und das Geheimnis des Menschen, Verlag am Goetheanum, Dornach, 2016

## Magyarul
- Az égi Szófia és az Antropozófia lény; ford. Lénárd László; Genius, Bp., 2004
- Szergej O. Prokofjev–Peter Selg: Krízis és kulmináció. Az antropozófia második századfordulója; szerk., ford. Korcsog Balázs; Genius, Bp., 2016

## Külső hivatkozások
- Szergej O. Prokofjev Budapesten (2003) (magyarul)
- Beszélgetés Szergej O. Prokofjevvel (2007) (magyarul)
- Rövid életrajz (németül)
- Interjú Prokofjev édesanyjával Archiválva 2016. március 4-i dátummal a Wayback Machine-ben (oroszul)

## Fordítás
- Ez a szócikk részben vagy egészben  a   Sergej_O._Prokofieff című német Wikipédia-szócikk ezen változatának fordításán alapul.  Az eredeti cikk szerkesztőit annak laptörténete sorolja fel. Ez a jelzés csupán a megfogalmazás eredetét és a szerzői jogokat jelzi, nem szolgál a cikkben szereplő információk forrásmegjelöléseként.